# Чикасо
Чи́касо (англ. Chickasaw, [ˈtʃɪkəsɔː]) — корінний американський народ Південного сходу США, найвідоміший з так званих п'яти цивілізованих племен.

## Історія
Походження чикасо невідомо. Вчені ХХ століття, як-от археолог Патрісія Ґалловей, вважають, що чикаса та чокто були одним народом та походили з території Плакемінської культури (археологічна культура в пониззі річки Міссісіпі, на заході штату Міссісіпі та сході штату Луїзіани). Близько 1300 року вони прямують на схід, та перетинають річку Міссісіпі. У XV столітті Чокто продовжують рухатись на південь, а чикасо на схід, до Алабами. Історик Аррелл Ґібсон та антрополог Джон Р. Свонтон вважали, що чикасо, як окремий етнос, почали формуватися в окрузі Медісон, штат Алабама. Остаточно, на два окремі народи, чикаса та чокто розділилися у XVII століття.

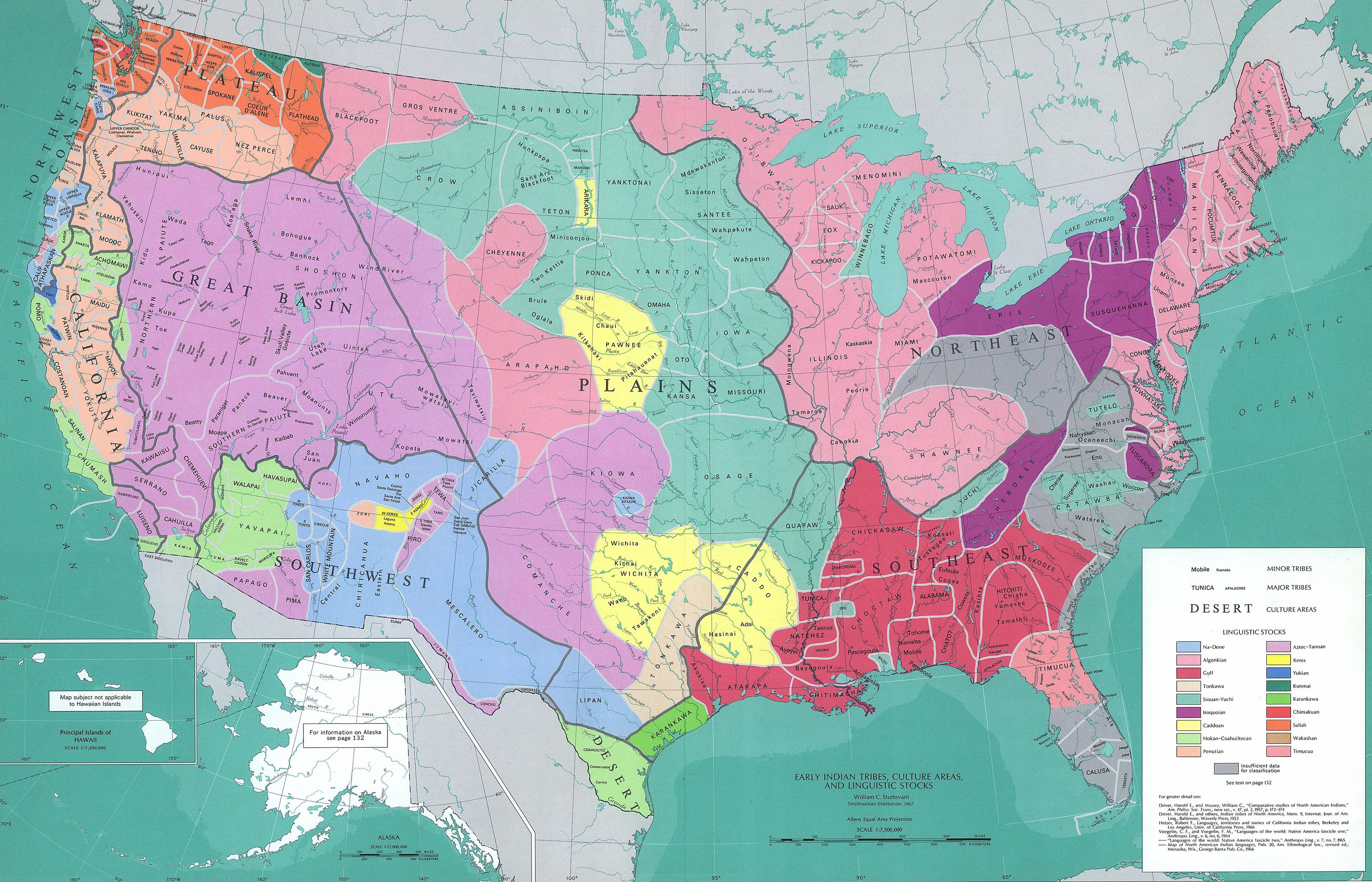
Місця проживання індіанці у доколоніальний період

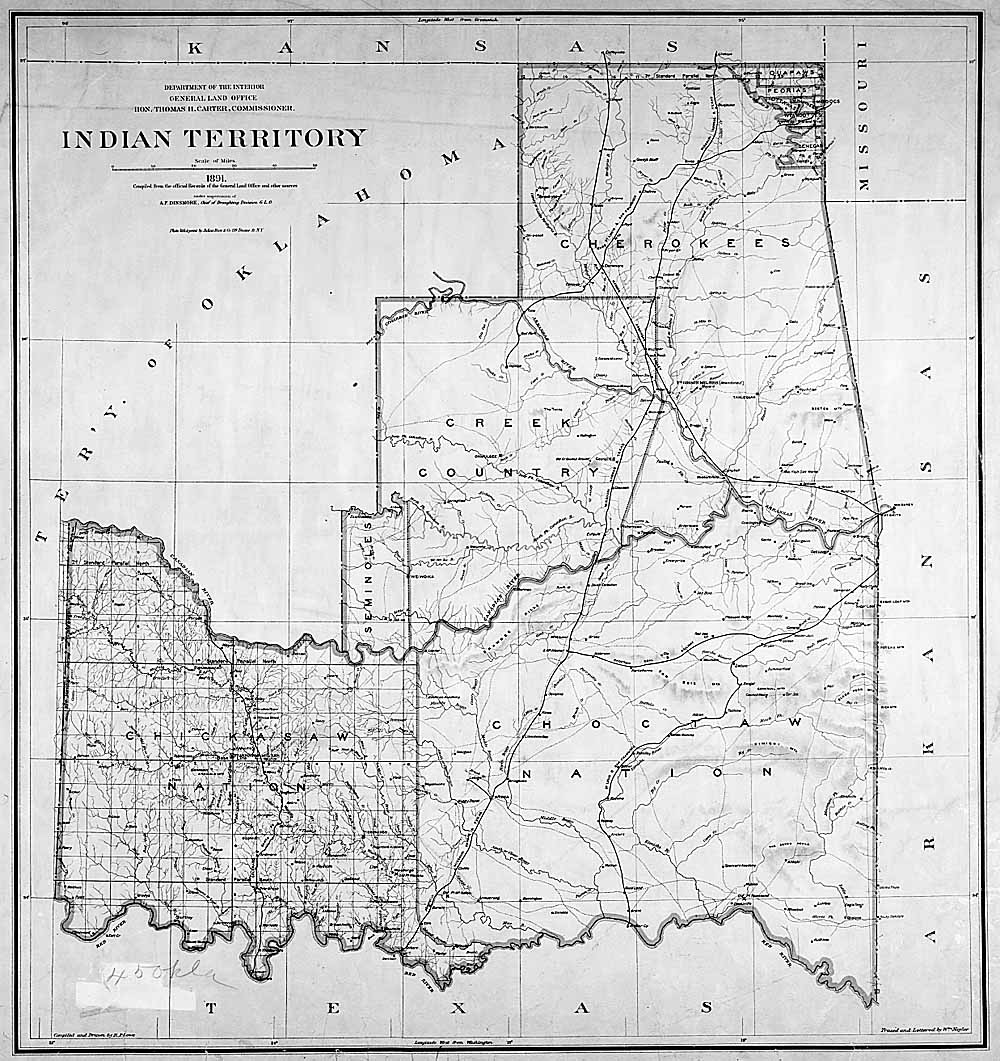
Індіанська територія у 1891 році.

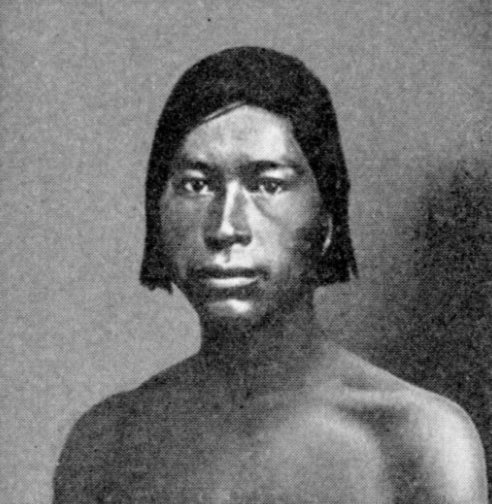
Молодий воїн чикасо. 1830-ті року

Перший з європейців, хто зустрівся з чикасо, був іспанський мореплавець та конкістадор Ернандо де Сото, який у грудні 1540 року очолив першу завойовницьку експедицію іспанців на північ від Мексики, вглиб території сучасних Сполучених Штатів. Чикасо з де Сото уклали мирну угоду, та зобов'язалися постачати продовольство для іспанців. Згодом експедиція де Сото потрапила в індіанську засідку, влаштовану вождем Таскалуса біля поселення Мабіла. У бою іспанці втратили двісті вояків, чверть коней та майже всі запаси. Іспанці ж вбили кілька тисяч індіанців та спалили столицю племені. Навесні 1541 року Ернандо де Сото зажадав від чикасо двісті вояків для поповнення його армії. Чикасо відмовились, напали та пограбували іспанців. Під час нападу загинуло сорок іспанців, до того ж вони втратили залишки свого озброєння. Хоча чикасо й розбили іспанців, але не стали добивати експедицію та дозволили їй покинути їхні землі.
Народ чикасо відіграв значну роль у перемозі Великої Британії над Францією, під час їхньої боротьби за контроль над Північною Америкою. Плем'я хоча й малочисельне (близько 15 000 до контакту з європейцями), було відоме своїми відважними вояками. У 1702 році французькі торговці оцінювали загальна кількість чикасо у 10 тисяч осіб, в тому числі близько 2 тисяч дорослих воїнів. Однак до 1761 року кількість воїнів знизилася до 400, оскільки чикасо вели постійні військові дії проти індіанських племен, союзників Франції. У 1817 році загальна кількість чикасо налічувала 3625 осіб.
У 1786 році чикасо уклали союзну угоду з урядом США, і в подальшому підтримували американців у війнах проти инших індіанських племен на північному заході та південному сході США.
Після прийняття Закону про переміщення індіанців вожді чикасо, 20-27 серпня 1830 року, зустрілися з президентом Ендрю Джексон. Після складних перемовин вони погодилися підписати угоду про обмін своїх земель на схід від Міссісіпі, в обмін на таку ж кількість землі на заході. Але ця угода так і не була схвалена конгресом США, тому перемовини тривали до 1832 року. У жовтні 1832 року чикасо продали свої 6 мільйонів акрів землі уряду США за 3 046 000 доларів, але майже 30 років США не виплачували ці кошти. Чикасо знаходять землі на Індіанській території, і хочуть викупити їх в уряду США, але ці землі займають чокто. Уряду США знадобилось більше 5 років, щоб переконати чокто продати землю чикасо. Чокто продають землю чикасо за 530 000 доларів. У 1837 році, під загрозою застосування армії, американці змусили чикасо почати переселення на Індіанські території. За підрахунками американців на захід вирушило 4914 чикасо та 1156 їх рабів. Під час переселення понад 500 чикасо померли тільки від дизентерії та віспи. 1854 року чикасо придбали землі та переїхав на територію у південно-центральній частині штату Оклахома.
Під час Громадянської війни у США чикасо виступили на боці Конфедерації, але п'ята частина племені, близько тисяча вояків з сім'ями, були проти цього, та перейшли на територію штату Канзас. У жовтні 1864 року армія США увійшла на територію чикасо та завдала значних збитків. 5 серпня 1865 року чикасо здалися. У вересні 1865 року уряд США скликав  на раду у Форт-Сміті, штат Арканзас, представників п'яти цивілізованих племен. Було підписано мирну угоду, яка не була ратифікована Конгресом, і лідери племен були викликані у Вашингтон на нові перемовини. Їх змусили підписувати нові індивідуальні мирні угоди, оскільки у 1862 році було прийнято закон, за яким з племенами, які підписали угоду з Конфедерацією Штатів Америки, скасували усі попередні угоди, що були підписані зі Сполученими Штатами, і всі племінні виплати за землю були призупинені. Не маючи іншого вибору, племена підписують нові угоди, у яких йдуть на значні псоступки уряду США.
У 1866 році уряд США провело серію заходів, які завершились прийняттям Акту Девіса у 1887 року. Головною метою цього закону було домогтися швидкої асиміляції чикасо на Індіанській території, руйнування індіанських племен як соціальної одиниці, зменшення витрат по управлінню корінним населенням, закріплення частини резервацій, як індійських земель, отримати решту землі в руки білих поселенців з метою отримання прибутку. Було проведено розподіл земель, які до цього перебували у загальній власності племені чикасо, у приватну власність. Згідно із законом кожна сім'я чикасо отримали ділянки у розмірі 160 акрів. Решта нерозроділеної землі була розпродана переселенцям з інших штатів, залізничним компаніям тощо. Наділи чикасо отримали у найменш зручних для землеробства частинах та упереміж з наділами білих переселенців. Чикасо виявилися відірваними один від одного, скасування родоплемінної організації привела до ще більшого ослаблення родинних та племінних зв'язків. Відповідно до угоди чикасо також були змушені відмовитись від претензії на південний захід Оклахоми, а їхні звільнені раби стали членами племені чикасо.
У 1901 році чикасо отримали громадянство США, їм було дозволено голосувати.

## Господарство та матеріальна культура

### Соціальна організація
Чикасо у оціальному плані поділяється на 7 — 15 тотемічних екзогамних кланів. Приналежність до клану визначається по матері, а шлюб всередині клану був категорично заборонений.

### Житло та поселення
До 1700 року чикаго мешкали у семи великих поселеннях та численних невеликих селах. Кожне велике поселення мало власну фортецю, яку використовували як церемоніальний комплекс у мирний час, та як фортифікаційну споруду під час війни.

### Їжа
Чикасо займалися сезонним полюванням та збиральництвом, також вели підсічно-вогневе землеробство (вирощували кукурузу, гарбузи, боби, тютюн тощо).
Земля у чикасо була спільною, вона поділялася на ділянки, величина яких залежала від якості землі, близькості води та інших умов. Ці ділянки передавалися у користування домогосподарствам, що складався з родичів по материнській лінії. Ділянки оброблялися всім мешканцями поселення чикасо, незалежно від їх приналежності до того чи іншого домогосподарству, однак урожай зі своєї ділянки кожне домогосподарство збирало до власної комори. Частина врожаю йшла у загальне користування, у суспільну комору, з запасів якої забезпечувалися військові експедиції, посадові особи, годували гостей та підтримували тих, чиї запаси виснажувалися.
Чикасо практикували колективне та облавне полювання. Для полювання чикасо застосовували псів. Мисливець, який поранив чи вбив звіра, мав право взяти собі шкуру, м'ясо ж розподілялося між всіма учасниками полювання. Кожен ніс свою частку в мішку. Окремі групи мисливців обмінювались між собою повідомленнями за допомогою димових сигналів. Також чикасо займалися рибальством, яке як і полювання, було суто чоловічим заняттям.
Збиральництвом у чикасо займалися в основному жінки, яким допомагали люди похилого віку та діти. Зібрані за літо гриби, ягоди, жолуді, горіхи заготовлялись про запас. Збирали також насіння, різні коріння та плоди, пташині яйця.
Землеробство, полювання, рибальство та збиральництво давали чикасо різноманітну їжу круглий рік. Частину м'яса та рибу заготовляли про запас, сушили на сонці або коптили. Взимку харчувалися м'ясом, рибою, смаженою кукурудзою, кукурудзяними коржами, а також сушеними грибами, жолудями, горіхами. Кукурудзу розтирали на борошно у дерев'яних ступах.
У чикасо було широко поширене плетіння. Плели мати з очерету, з деревної кори та лубу. Виготовляли кошики для перенесення легких предметів тощо.

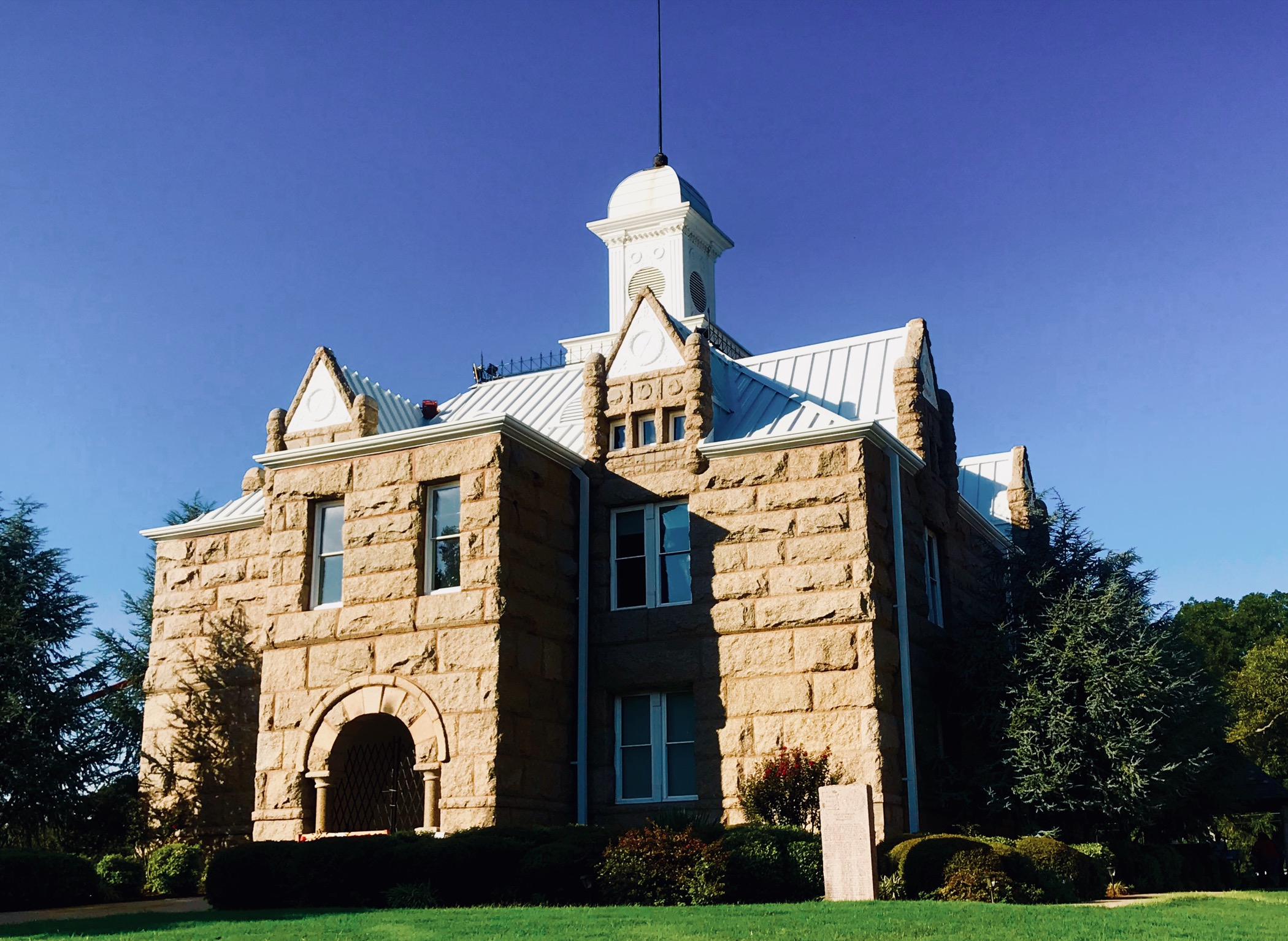
Чикаський капітолій у місті Тішомінґо

## Територія
Спочатку чикасо мешкали на території сучасних штатів Міссісіпі, Алабама та Теннессі.
Після прийняття Закону про переселення індіанців, чикасо, у 1837 році, були примусово переселенні у спеціально створені для них Індіанські території (нині це схід штату Оклахома).
У 1855—1907 роках головним поселенням, столицею чикасо, було місто Тішомінґо в Оклахомі, назване на честь вождя Тішомінґо.

## Мова
Чикаська мова належить до мускозької мовної сім'ї. 

## Відомі чикасо
- Джулія Джонс — американська акторка та модель.
- Джон Геррінґтон[en] — американський астронавт, перший американський індіанець, який побував у космосі[13].
- Едвін Кереве[en] — американський режисер, актор, продюсер та сценарист.
- Моллі Калвер[en] — американська акторка та модель.
- Леона Мітчелл — американська оперна співачка (сопрано).
- Те Ата — американська акторка.